# Bombay (New York)
Bombay è un comune degli Stati Uniti d'America, situato nello Stato di New York, nella contea di Franklin.